# Liste der Kulturgüter in Kippel
Die Liste der Kulturgüter in Kippel enthält alle Objekte in der Gemeinde Kippel im Kanton Wallis, die gemäss der Haager Konvention zum Schutz von Kulturgut bei bewaffneten Konflikten, dem Bundesgesetz vom 20. Juni 2014 über den Schutz der Kulturgüter bei bewaffneten Konflikten sowie der Verordnung vom 29. Oktober 2014 über den Schutz der Kulturgüter bei bewaffneten Konflikten unter Schutz stehen.
Objekte der Kategorie A sind im Gemeindegebiet nicht ausgewiesen, Objekte der Kategorie B sind vollständig in der Liste enthalten, Objekte der Kategorie C fehlen zurzeit (Stand: 1. Januar 2023).

## Kulturgüter
| Foto |                                                                          | Objekt                                        | Kat. | Typ | Standort                                  | Beschreibung |
| ---- | ------------------------------------------------------------------------ | --------------------------------------------- | ---- | --- | ----------------------------------------- | ------------ |
| BW   | Datei hochladen · Wikidata zu Haus Murmann (Q29892218)                   | Haus Murmann KGS-Nr.: 06791                   | B    | G   | Ausserdorfstrasse 4 625667 / 138694       |              |
| ja   | Datei hochladen · Wikidata zu Kirche St. Martin mit Beinhaus (Q29892221) | Kirche St. Martin mit Beinhaus KGS-Nr.: 06792 | B    | G   | Kirchweg 42, 4 625736 / 138682            |              |
| ja   | Datei hochladen · Wikidata zu Lötschentaler Museum (Q27481526)           | Lötschentaler Museum KGS-Nr.: 10699           | B    | S   | Museumsweg 1 625722 / 138724              |              |
| BW   | Datei hochladen · Wikidata zu Stafel mit Kapelle (Q29892219)             | Stafel mit Kapelle KGS-Nr.: 13915             | B    | G   | Hockenstrasse (Hockenalp) 625100 / 139949 |              |